# Kinescopagem
Kinescopagem ou ainda Kinescopia em inglês Kinescopeé uma técnica para transformar um vídeo em película, seja ela de 8mm, 16mm ou 35mm. É um processo que começou nos primórdios da Televisão antes da criação do vídeo tape, quando utilizando-se kinescópios se filmava a tela de uma TV com uma câmera de cinema, para preservar o conteúdo que era transmitido ao vivo. 
Com o tempo, após o aperfeiçoamento de formas de se registrar a imagem em fitas de vídeo, a Kinescopia passou a ser feita partindo-se das gravações em vídeo (analógicas no início) com equipamentos específicos. O sistema de captação foi então sendo aperfeiçoado para se conseguir uma melhor qualidade, até existirem telas especiais e sistemas digitais de multiplicação de linhas para se conseguir uma boa definição. 
O processo foi muito utilizado por produtores de cinema independente, onde o uso do vídeo tinha menor custo do que o de película.
Hoje o processo é muito pouco utilizado com por conta da pequena difusão do uso da película e da possibilidade de uso do vídeo digital diretamente na exibição em cinemas. 